# Mobiloma
Il mobiloma comprende tutti gli elementi genetici mobili di una cellula, i quali possono muoversi all'interno o tra genomi diversi. A seconda del meccanismo con cui si spostano e al tipo di sequenza, tali elementi possono essere suddivisi in diverse categorie: elementi trasponibili, plasmidi, batteriofagi e ribozimi auto-splicing. Negli eucarioti la categoria maggiormente rappresentata è quella degli elementi trasponibili, mentre nei procarioti possono essere rappresentate anche le altre categorie, le quali permettono scambio di materiale genetico tra genomi diversi. 

## Metodi di analisi
Le tecniche più utilizzate per lo studio del mobiloma sono: l’ultracentrifugazione a gradiente di cloruro di cesio etidio bromuro (CsCl-EB), la derivazione bioinformatica di contig/geni correlati a plasmidi, il Transposon Aided Capture (TRACA), e la degradazione di DNA lineare con esonucleasi seguito da Multiple Displacement Amplification (MDA). 

## Importanza
Poiché contribuiscono ad aumentare la variabilità genetica di un dato organismo, gli elementi genetici mobili possono avere importanza nell'evoluzione ed adattamento di una specie, rappresentando inoltre il principale meccanismo di trasferimento genico nei procarioti.